# Dent (Novi Zeland)
Dent je subantarktički obalni toranj površine 26 ha, koji se nalazi 3 km zapadno od otoka Campbell, a pripada otočju Campbell. Članovi ekspedicije promatranja Venerinog prijelaza na otoku Campbell 1874. nazvali su je fra. Dent – zub, jer ih je oblik otoka potsjećao na zub.

## Ptice
Otok je dio skupine važnog područja za ptice Campbell Island (IBA), koje je kao takvo identificirao BirdLife International zbog njegovog značaja kao mjesta za razmnožavanje nekoliko vrsta morskih ptica, kao i endemske kambelske kržulje i kambelske šljuke (oenocorypha aucklandica perseverance).

### Campbell plavozelena
Otok je najpoznatiji po kambelskoj kržulji, za koju se smatralo da je izumrla više od 100 godina sve dok mala skupina nije ponovno otkrivena 1975. godine. Otok Dent je slobodan od grabežljivaca, posebno štakora čije je uvođenje na otok Campbell dovelo do izumiranja tamošnje kržulje. Međutim, prikladno stanište za kržulju na otoku Dent mnogo je ograničenije nego što bi sugeriralo njegovo područje 26 hektara, jer je veliko područje otoka goli kamen.
Program očuvanja kambelske kržulje počeo je 1984. godine kada su četiri ptice prebačene s otoka Dent u Nacionalni centar za divlje životinje Pukaha/Mount Bruce. Godine 1997., popis proveden na otoku Dent pokazao je da je njegova populacija kambelske kržulje pala na opasne razine i samo su tri ptice pronađene.
Međutim, očuvanje i uzgoj bili su vrlo uspješni, a posljednjih godina mnoge su kržulje ponovno unesene na sam otok Campbell, gdje sada živi populacija od preko stotinu jedinki. Štakori su iskorijenjeni s otoka Campbell 2001.

## Vanjske poveznice
|  | Zajednički poslužitelj ima još gradiva o temi Dent (Novi Zeland) |

- Karta otoka Campbell